# Francisco Barado y Font
Francisco Barado y Font (Badajoz, 10 de marzo de 1853-Tarragona, 1 de enero de 1922) fue un militar y escritor español.

## Biografía
Nació en Badajoz el 10 de marzo de 1853, hijo de Esteban Barado, jefe de infantería y Mercedes Font, nativa de Vich, pero de muy pequeño fue conducido a Cataluña. Allí realizó sus primeros estudios y cursó la carrera de filosofía y letras en Barcelona, donde se graduaría en 1873. Francisco fue capitán de infantería y posteriormente comandante.
Llamado al servicio de las armas, consecuencia del mandato extraordinario que dio el ministro de la República, entró a servir en clase de soldado en el primer Regimiento de Artillería de Montaña, pasando a continuación como oficial de infantería en 1875, desde cuya fecha hasta la conclusión de la tercera guerra carlista, tomó parte en las operaciones de campaña.
Francisco también se consagró a los estudios de filosofía y arqueología, y publicó artículos en publicaciones científicas y literarias, como La Renaixensa de Barcelona; pero los deberes de su carrera militar le elevaron pronto al estudio de obras y temas profesionales y formó parte de la redacción de la Revista científico-militar, La Ilustració Catalana y otras, y en la revista La España Moderna de Luis Vidart, junio de 1889, publicó un artículo titulado «Escritos históricos-militares del capitán D. Francisco Barado». Falleció en 1922.

## Obras
- Lo monastir de L'Estany, 1876.
- Un claustro y una comba, 1878.
- La elocuencia militar, Barcelona, 1879.
- Traducción y notas de Grecia y Roma de Jacobo de Falke...., Madrid, 1881.
- César en Cataluña, Madrid, 1881.
- Armas portátiles de fuego, Barcelona, 1881.
- El traje militar en la Edad Media, 1883.
- La historia militar de España, 1883.
- Los castillos feudales, 1884.
- El sitio de Amberes en 1584-85....., Barcelona, 1885-86.
- Museo militar:....., Barcelona: E. Ullastres, 1883-87, 3 vols.
- Museo armería de don José Estruch, 1888.
- La vida militar en España, Barcelona: Sucesores de N. Ramírez, 1887.
- Literatura militar española, 1888-89, 1 volumen, 700 páginas
- Otras